# العلاقات السيراليونية الكورية الجنوبية
العلاقات السيراليونية الكورية الجنوبية هي العلاقات الثنائية التي تجمع بين سيراليون وكوريا الجنوبية.

## مقارنة بين البلدين
هذه مقارنة عامة ومرجعية للدولتين:
| وجه المقارنة                                              | سيراليون       | كوريا الجنوبية                                                          |
| --------------------------------------------------------- | -------------- | ----------------------------------------------------------------------- |
| المساحة (كم2)                                             | 71.74 ألف      | 100.30 ألف                                                              |
| عدد السكان (نسمة)                                         | 7.56 مليون     | 51.47 مليون                                                             |
| الكثافة السكانية (ن./كم²)                                 | 105.38         | 513.16                                                                  |
| العاصمة                                                   | فريتاون        | سول                                                                     |
| اللغة الرسمية                                             | لغة إنجليزية   | اللغة الكورية                                                           |
| العملة                                                    | ليون سيراليوني | وون كوري جنوبي                                                          |
| الناتج المحلي الإجمالي (بليون دولار)                      | 3.77 مليار     | 1.53 تريليون                                                            |
| الناتج المحلي الإجمالي (تعادل القوة الشرائية) بليون دولار | 10.13 مليار    | 1.75 تريليون                                                            |
| الناتج المحلي الإجمالي الاسمي للفرد دولار أمريكي          | 653            | 27.22 ألف                                                               |
| الناتج المحلي الإجمالي للفرد دولار أمريكي                 | 1.97 ألف       |                                                                         |
| مؤشر التنمية البشرية                                      | 0.413          | 0.901                                                                   |
| رمز المكالمات الدولي                                      | +232           | +82                                                                     |
| رمز الإنترنت                                              | .sl            | .kr                                                                     |
| المنطقة الزمنية                                           | 00             | توقيت كوريا الجنوبية، ت ع م+09:00، آسيا/سيول ‏، ت ع م+08:00، ت ع م+08:30 |

## منظمات دولية مشتركة
يشترك البلدان في عضوية مجموعة من المنظمات الدولية، منها:
| علم المنظمة | اسم المنظمة                                                | تاريخ انضمام سيراليون | تاريخ انضمام كوريا الجنوبية |
| ----------- | ---------------------------------------------------------- | --------------------- | --------------------------- |
|             | مؤسسة التمويل الدولية                                      | 10 سبتمبر 1962        | 16 مارس 1964                |
|             | منظمة حظر الأسلحة الكيميائية                               | ?                     | ?                           |
|             | يونسكو                                                     | 28 مارس 1962          | 14 يونيو 1950               |
|             | البنك الإفريقي للتنمية                                     | ?                     | ?                           |
|             | الأمم المتحدة                                              | 27 سبتمبر 1961        | 17 سبتمبر 1991              |
|             | منظمة الشرطة الجنائية الدولية                              | ?                     | ?                           |
|             | البنك الدولي للإنشاء والتعمير                              | 10 سبتمبر 1962        | 26 أغسطس 1955               |
|             | العملية المشتركة للاتحاد الأفريقي والأمم المتحدة في دارفور | ?                     | ?                           |
|             | الاتحاد البريدي العالمي                                    | ?                     | ?                           |
|             | مؤسسة التنمية الدولية                                      | 13 نوفمبر 1962        | 18 مايو 1961                |
|             | منظمة التجارة العالمية                                     | ?                     | ?                           |
|             | المركز الدولي لتسوية المنازعات الاستشارية                  | 14 أكتوبر 1966        | 23 مارس 1967                |
|             | وكالة ضمان الاستثمار متعدد الأطراف                         | 20 يونيو 1996         | 12 أبريل 1988               |

## وصلات خارجية
- موقع وزارة الخارجية الكورية الجنوبية